# Енді Картрайт
Олександр Костянтинович Юшко, більш відомий як Енді Картрайт (17 серпня 1990, Ніжин — 25 липня 2020, Санкт-Петербург) — український і російський хіп-хоп виконавець, учасник реп-баттлів, переважно на майданчику Versus Battle. Співпрацював з такими виконавцями як Луперкаль («Проект Увєчьє»), Нигатив, Ресторатор та іншими.

## Біографія
Народився в Ніжині. У шкільні роки захоплювався спортом, у тому числі самбо. Планував стати адвокатом або приватним детективом, але у результаті вирішив зайнятися музикою.
Після школи вступив до Ніжинського університету, вчився на викладача англійської мови.
У 2010 році у складі групи «7085» випустив альбом No comments. У 2012-му записав свій дебютний сольний альбом «Магія каламутних вод».
У 2014 році взяв участь в інтернет-шоу Versus Battle в жанрі реп-батл проти ATL. Пізніше зі змінним успіхом виступив ще кілька разів на даному майданчику проти Dom1no, Еміо Афішл, Obe 1 Kanobe, Грязного Раміреса і Giga1, а також на московському проекті Кубок МЦ проти Млєчного. У цьому ж році випустив альбом «Арткор 365».
У 2016 році випустив альбом «Доведення до», презентація релізу проходила в березні того ж року в Москві і Санкт-Петербурзі.
У 2018-му записав альбом «Форева я».

### Смерть
30 липня 2020 року стало відомо, що 29 липня співробітниками поліції були виявлені останки Енді Картрайта у його квартирі в Санкт-Петербурзі.
За словами дружини Енді Картрайта Марини Кохал, вона розчленувала тіло чоловіка і розклала по пакетах. Під час допиту вона заявила, що 25 липня 2020 року вона повернулася додому з магазину і виявила свого чоловіка мертвим, а поруч лежав шприц. Вона вважала, що така смерть не личить «справжньому реперу», тому вирішила розчленувати і сховати тіло чоловіка, а після оголосити, що він пропав.
Первинна експертиза не знайшла в крові Картрайта слідів наркотиків, тому дружина заявила, що могла переплутати з серцевим нападом. Було порушено справу за статтею «Вбивство», за яким Марина Кохал є підозрюваною.
Слідчий комітет озвучив основну версію слідства, згідно з якою Кохал вбила свого чоловіка в ході домашнього конфлікту. Жінка ж свою провину не визнає.

## Дискографія
Студійні альбоми
- No comments — 2010 (у складі «7085»)
- «Магия мутных вод» — 2012
- «Приход глухого кота» — 2013
- «Арткор 365» — 2014
- «Доведение до» — 2016
- «Красота аномалий» — 2017
- «Форева я» — 2018